# Evodiella
Evodiella é um género botânico pertencente à família Rutaceae.

## Espécies
- Evodia cuspidata
- Evodia hortensis
- Evodia hylandii
- Evodia montana
- Evodia pubifolia
- Evodia tietaensis
- Evodia whitmorei